# Musée Tattegrain
Pour l’article homonyme, voir Tattegrain.
 (avril 2013).
Si vous disposez d'ouvrages ou d'articles de référence ou si vous connaissez des sites web de qualité traitant du thème abordé ici, merci de compléter l'article en donnant les références utiles à sa vérifiabilité et en les liant à la section « Notes et références ».
Le musée Tattegrain était un musée d'art privé, ouvert par André Georges Tattegrain (1906-1966), sculpteur et amateur d'art, qui y présentait, au début des années 1950, ses collections personnelles, ses œuvres ainsi que celles de son grand-père, le sculpteur et poète Georges Tattegrain et de son grand-oncle, l'artiste-peintre Francis Tattegrain.
André Tattegrain installa ce musée dans son domicile parisien au no 74, rue de la Faisanderie dans le 16e arrondissement de Paris.
À son décès à Nice, le 30 juillet 1966, le musée ferma et les collections furent dispersées.

## Collections
- Georges Tattegrain, sculptures, poèmes, croquis - Couple de pigeon, roucoulant, marbre blanc.
- Francis Tattegrain, peintures, croquis, dessins, dont La Marseillaise